# رودريغو سانتياغو
رودريغو سانتياغو (بالإسبانية: Rodrigo Santiago) (17 فبراير 1990 بمونتفيدو في الأوروغواي - ) هو لاعب كرة قدم أوروغواني في مركز الوسط. لعب مع Icon FC ‏ وجوفينتود وNJ-LUSO Parma ‏ وCanadian Soccer Club ‏.

## وصلات خارجية
- رودريغو سانتياغو على موقع قاعدة بيانات كرة القدم.إي يو (الإنجليزية)